# 上原美佐 (1954年生)
上原 美佐（うえはら みさ、1954年1月18日 - ）は、日本の女優。旧芸名：大原美佐。東京都新宿区出身。身長166cm。B86cm、W60cm、H88cm（1975年1月時点）。当時（1976年）所属していた事務所は「スリーエスプロ」。

## 経歴
宝仙学園高等学校卒業後、新宿の紀伊国屋ビルやアドホックビルで受付をしていたところ、東映プロデューサーの高村賢治にスカウトされ、『怪猫トルコ風呂』主演に抜擢された。二本の映画に出演した後、一時映画界を去った。その後復帰した際に、かつて東宝に所属していた女優の再来という意味を込めて（二代目）上原美佐に改名。『破れ傘刀舟悪人狩り』（三船プロ製作）などに出演した。

## 人物
1975年当時に公表していたプロフィールでは、趣味はカーレース観戦。酒は「ボトル一本一度にOKの大酒豪」と紹介されている。

## 出演作品

### 映画
- 怪猫トルコ風呂（1975年、東映） - 真弓 役
- 若い貴族たち 13階段のマキ（1975年、東映） - 二階堂悠子 役

### ドラマ
- プレイガールQ （1975年 - 1976年、東京12チャンネル、東映）- 大平美佐 役、第31話から出演 ※大原美佐名義
- 破れ傘刀舟悪人狩り （1976年 - 1977年、NET / 三船プロ）- 矢車のお千 役、第84話から出演
- 破れ奉行 第30話「必殺! 琉球おんな拳法」（1977年10月25日、テレビ朝日 / 三船プロ）- お秀 役
- 特捜最前線 第80話「新宿ナイト・イン・フィーバー!」（1978年10月11日、テレビ朝日 / 東映）
- 仮面ライダー(スカイライダー) 第6話「キノコジン 悪魔の手は冷たい」（1979年11月9日、毎日放送 / 東映） - 三田雪江 役
- 土曜ワイド劇場「松本清張の地方紙を買う女」 （1981年11月14日、テレビ朝日 / 東映）